# Lista portów lotniczych na Saint Kitts i Nevis
Lista portów lotniczych na Saint Kitts i Nevis, podzielona pod względem lokalizacji.
| Miasto                    | ICAO | IATA | Port lotniczy                    |
| ------------------------- | ---- | ---- | -------------------------------- |
| Basseterre, (Saint Kitts) | TKPK | SKB  | Port lotniczy Robert L. Bradshaw |
| Charlestown, (Nevis)      | TKPN | NEV  | Port lotniczy Vance W. Amory     |